# Cá tầm Kaluga
Cá tầm Kaluga (danh pháp khoa học: Huso dauricus) tiếng Trung gọi là Cá hoàng (鳇) là một loài cá ăn thịt có hành vi ngược dòng sông để đẻ trứng trong họ Acipenseridae của bộ Acipenseriformes. Nó được tìm thấy chủ yếu trong lưu vực sông Amur tới tận vùng thượng nguồn như Argun, Shinka, Onon; vùng nước lợ cửa sông ven biển Okhotsk và biển Nhật Bản, đôi khi cũng tìm thấy ở các hồ như hồ Orjol phía trên Nikolaevsk. Cũng được tìm thấy ở Ussuri và Sungari, Trung Quốc. Cá tầm Kaluga có kích thước lớn, tối đa dài 5,6 mét (18,3 ft), thông thường nặng từ 150–400 kg, tối đa nặng 1.000 kg (Thông tin tại FishBase) nhưng lớn khá chậm và muộn phát dục. Chúng có thể sống tới 80 năm. Chúng thuộc loại cá sống ở tầng nước đáy. Môi trường sống: nước ngọt hay nước lợ, độ sâu từ 0 tới 50 m. Số lượng của loài này đang suy giảm mạnh do đánh bắt thái quá hay đánh bắt trộm. Khả năng phục hồi quần thể là chậm (ít nhất từ 14 đến 23 năm để tăng gấp đôi quần thể). Khu vực sinh sống: Vùng ôn đới bắc bán cầu, nhiệt độ trung bình 10-20 °C, vĩ độ 43-55° Bắc. Có hai dạng thù hình sinh thái trong quần thể sinh sống ở vùng cửa sông, là dạng 'nước ngọt' và dạng 'nước lợ'. Lưng của chúng có màu từ xám-lục đến đen, bụng màu trắng.
Cá tầm Kaluga khi trưởng thành không đẻ trứng hàng năm nhưng ít nhất mỗi hai năm chúng đều đẻ trứng một lần. Khi tuổi tăng lên thì chu kỳ đẻ trứng cũng tăng thành 3, 4 hay nhiều năm hơn. Năm đầu tiên, thức ăn của chúng là các loài động vật không xương sống còn sau đó chúng chuyển sang ăn cá, ví dụ Oncorhynchus keta. Từ 4 đến 5 năm tuổi trở đi, chúng ăn các loại cá trưởng thành. Trứng cá tầm Kaluga là món ăn có giá trị thu được từ trứng của loài cá này. Hiện nay cá tầm Kaluga được IUCN liệt kê là loài nguy cấp từ ngày 1 tháng 8 năm 1996 (Số tham chiếu. 53964). Buôn bán quốc tế các sản phẩm từ cá tầm Kaluga bị nghiêm cấm (CITES II, từ ngày 1 tháng 4 năm 1998; CMS Phụ lục II).